# Hemicloea sundevalli
Hemicloea sundevalli är en spindelart som beskrevs av Tord Tamerlan Teodor Thorell 1870. Hemicloea sundevalli ingår i släktet Hemicloea och familjen plattbuksspindlar. Inga underarter finns listade i Catalogue of Life.